# Tonna
Tonna é um município da Alemanha localizado no distrito de Gota, estado da Turíngia. Tonna é a sede do verwaltungsgemeinschaft de Fahner Höhe.

## Demografia
Evolução da população (em 31 de dezembro):
| - 1994 - 2.905 - 1995 - 2.924 - 1996 - 2.931 - 1997 - 2.997 | - 1998 - 3.001 - 1999 - 2.959 - 2000 - 2.936 - 2001 - 2.876 | - 2002 - 2.962 - 2003 - 2.965 - 2004 - 2.936 - 2005 - 2.907 |

Fonte: Thüringer Landesamt für Statistik